# Laurent de Gouvion-Saint-Cyr
Laurent Gouvion-Saint-Cyr (Toul, Lorena, 13 de mayo de 1764-Hyères, Var, 17 de marzo de 1830) fue un militar francés, conocido por su participación en las guerras revolucionarias francesas y las guerras napoleónicas. En 1812 fue ascendido a mariscal del Imperio y cinco años después fue nombrado primer marqués de Gouvion-Saint-Cyr, bajo el reinado de Luis XVIII.

## Biografía
Ingresó como voluntario en un batallón de cazadores republicanos en 1792. Su carrera militar fue meteórica: en dos años (los de la guerra de la Convención), pasó de capitán a general de división.
Durante la época del Directorio sobresalió en las campañas de Italia; en 1798 fue nombrado general en jefe del ejército francés en Italia, sustituyendo al general André Masséna. En 1801 fue nombrado embajador en España, en cuyas funciones asistió a la invasión de Portugal durante la llamada guerra de las Naranjas. Pero la diplomacia no le satisfacía, por lo que solicitó volver al servicio activo. En 1806 participó en la campaña de Prusia.
En 1808 en la guerra de la Independencia española estuvo al mando del 7.º Cuerpo del ejército francés en Cataluña, con la misión de romper el bloqueo al que estaba sometida la guarnición de Barcelona. Tomó la ciudadela de Rosas y derrotó a los generales Vives y Reding en las batallas de Cardedeu, Molins de Rey y Valls. Intentó sitiar Tarragona, pero hubo de desistir por falta de medios. En mayo del año siguiente comenzó el tercer sitio de Gerona, donde no tuvo éxito, siendo reemplazado por Augereau.
Durante la campaña de Rusia ascendió a mariscal tras la primera batalla de Polotsk, pero tras la llegada del invierno la "Grande Armée" de Napoleón emprendió la retirada del territorio ruso. Un año después, el 11 de noviembre de 1813 se vio obligado a entregar la ciudad clave de Dresde al ejército aliado de la sexta coalición que la asediaba desde el 10 de octubre, siendo este el último acto de su carrera militar. La caída de Dresde fue un duro golpe para los franceses, ya que su pérdida supuso la defección de la mayor parte de los aliados alemanes de la Confederación del Rin.
Después de la caída de Napoleón en 1815, Saint-Cyr tomó partido por el nuevo rey Luis XVIII: el monarca le nombró par de Francia y ministro de la Guerra. También obtuvo el título de marqués.